# Mount Airy (Maryland)
Mount Airy – miasto w Stanach Zjednoczonych, w stanie Maryland, w hrabstwie Frederick.